# ASPLinux
ASPLinux (Application Service Provider Linux) – rosyjska dystrybucja systemu operacyjnego Linux. Projektanci uważają, że jest to jedna z najpopularniejszych dystrybucji Linuksa we Wspólnocie Niepodległych Państw, chociaż tej opinii nie potwierdzają żadne poważne dane statystyczne.
Bazuje na systemie pakietów RPM, w pełni kompatybilnym z dystrybucją Fedora. Obsługa języka rosyjskiego w tej dystrybucji działa prosto „z pudełka”. Wcześniej podtrzymywano lokalizację dla prawie wszystkich kodowań cyrylicy: KOI8-R, KOI8-U, CP1251, ISO 8859-5, UTF-8. Zaczynając od wersji 12, zespół projektantów odszedł od podtrzymywania wielu kodowań cyrylicy, pozostawiając jedynie UTF-8, a także zrezygnowano z firmowego instalatora, zastępując go Anacondą.
Do wersji 9 włącznie ASPLinux bazował na systemie Red Hat. Wszystkie kolejne wersje bazują na dystrybucji Fedora. Zazwyczaj za podstawę nowej dystrybucji ASPLinux jest brana przedostatnia wersja Fedora, ale pomimo tego że między wypuszczeniem tych dystrybucji mija sporo czasu, to nowy ASPLinux zawiera wiele wypuszczonych upgrade'ów. Główną różnicą między systemami ASPLinux i Fedora jest całkowita obsługa multimediów w ASPLinux w wersji "z pudełka" (dystrybucja Fedora nie zawiera niektórych popularnych formatów ze względu na ograniczenia prawne w Stanach Zjednoczonych).
Oprócz desktopowej wersji, firma ASPLinux wypuszcza także wersje serwerowe dystrybucji ASPLinux Server, oparte na ostatniej wersji RHEL.

## Edycje ASPLinux
- Deluxe — 2 DVD z systemem i tekstami źródłowymi programu (najszerszy zestaw programów), 3 wydrukowane instrukcje, 90 dni wsparcia technicznego;
- Standard — 2 DVD z systemem i tekstami źródłowymi programu, 2 wydrukowane instrukcje, 60 dni wsparcia technicznego;
- LiveMedia Edition — 1 DVD z systemem, 1 wydrukowana instrukcja, 30 dni wsparcia technicznego;
- Express — 1 DVD z systemem, 30 dni wsparcia technicznego;
- Greenhorn — LiveCD-wariant dystrybucji (w ostatniej wersji LiveDVD), 10 dni wsparcia technicznego.

Również wychodzą serwerowe wersje ASPLinux:
- ASPLinux 7.3 Server (19 marca 2003);
- ASPLinux Server II (9.1) (24 sierpnia 2004);
- ASPLinux Server IV (10.1) (26 lipca 2005);
- ASPLinux Server V (31 marca 2008).

## Właściwości ASPLinux
- System pakietowy RPM, w pełni kompatybilny z Red Hat i Fedora;
- Brak ograniczeń w korzystaniu z multimediów.

## Historia

### Wersje
Od 2001 roku wypuszczono następujące wersje dystrybucji:
- ASPLinux 7.1 Mria (16 kwietnia 2001)
- ASPLinux 7.2 Baikal (5 grudnia 2001)
- ASPLinux 7.3 Vostok (15 sierpnia 2002)
- ASPLinux 9 Ural (12 maja 2003)
- ASPLinux 9.2 Siberia (25 lutego 2004)
- ASPLinux 10 Karelia (23 grudnia 2004)
- ASPLinux 11 Seliger (6 marca 2006)
- ASPLinux 11.2 Ladoga (9 listopada 2006)
- ASPLinux 12 Carbon (26 listopada 2007)
- ASPLinux 14 Cobalt (26 listopada 2008)

### ASPLinux 14 (Cobalt)
Opublikowany 26 listopada 2008 roku.
- Baza dystrybucji: Fedora 9 (z 13 maja 2008 r.) z upgrade’ami i jądrem Linuksa 2.6.26
- glibc 2.8
- X-serwer: X.org X Server 1.5
- GNOME 2.22
- KDE 4.1
- OpenOffice.org 3.0
- Firefox 3.0
- GIMP 2.4

### ASPLinux 12 (Carbon)
Opublikowany 26 listopada 2007 roku.
- Baza dystrybucji: Fedora 7 (z 31 maja 2007 r.) z upgrade’ami i jądrem Linuksa 2.6.22
- X-serwer: Xorg 1.3
- GNOME 2.18
- KDE 3.5.7
- OpenOffice.org 2.3 firmy "Инфра-Ресурс" ("Infra-Resurs") (zainstalowany po raz pierwszy).
- Firefox 2
- obsługa nowych kodeków: Windows Media 9, AMR. Możliwość instalacji kodeków WIN32.
- określenie i nastrojenie: IDE/SATA RAID
- obsługa komponentów systemowej logiki: Intel 965, 975, P35, sterownika kart graficznych Nvidia i ATI, bardzo szybkich portów IEEE- 1394 (Firewire).

## Kolektyw projektantów

### Black Cat Linux Team
Black Cat Linux Team — projektanci dystrybucji Black Cat Linux, bardzo popularnej na terytorium
- Leonid Kanter
- Aleksandr Kaniewski (w 2004 r. odszedł[1] ze składu ASPLinux)

Później weszli w skład firmy ASPLinux.